# Dr. Bombay
Dr. Bombay, pseudonimo di Jonny Jakobsen (Malmö, 17 novembre 1963), è un cantante eurodance svedese.
Jonny Jakobsen ha iniziato la sua carriera come cantante country/pop chiamato Johnny Moonshine. Come Johnny Moonshine, Jakobsen ha pubblicato un album intitolato Johnny & The Moonshine Troubled Water Band (1995).

## Dr. Bombay

### Singoli
- Calcutta (Taxi Taxi Taxi)|Calcutta, 7 settembre 1998, WEA Records  (#1 SWE, #2 NO, #31 AT, #35 CH)
  1. Calcutta - Original Version (3:20)
  2. Calcutta - Extended Version (4:16)
  3. Calcutta - Karaoke Version (3:18)
  4. Calcutta - Alternative Mix (4:16)
- Girlie Girlie, 1999 
  1. Girlie Girlie
  2. Girlie Girlie - Extended Version
- Rice & Curry (song)|Rice & Curry  (#15 SWE)
- S.O.S (The Tiger Took My Family)|S.O.S (The Tiger Took My Family), 1998  (#1 SWE, #6 NO)
  1. S.O.S - Original Version
  2. S.O.S - Extended Ravi - Dance Version
  3. S.O.S - Instrumental - Be Your Own Dr. Version
  4. S.O.S - S.O.S. Shaky Snake's Meditation

### Album
- Rice & Curry, 1998, WEA
  1. Intro
  2. Dr. Boom-Bombay
  3. Calcutta (Taxi, Taxi, Taxi)
  4. Rice & Curry
  5. Safari
  6. S.O.S (The Tiger Took My Family)
  7. Holabaloo
  8. Shaky Snake
  9. Girlie Girlie
  10. My Sitar
  11. Indy Dancing
  12. Outro

## Dr. MacDoo

### Singoli
- Under the Kilt, 2000, WEA 
  - (2 tracce)
- Macahula Dance, 2000, WEA 
  - (5 tracce)

### Album
- Under the Kilt, 2000, Metronome
  1. Intro
  2. Family Macdoo
  3. Macahula Dance
  4. Loch Ness
  5. Under The Kilt
  6. Hokey Pokey Man
  7. Highland Reggae (From Glasgow To Bombay)
  8. Scottish Ghost (Extra Extra)
  9. Mayday! Mayday!
  10. The Mad Piper
  11. Bagpipe Song
  12. (Grandfather) Macdoo
  13. Outro

## Carlito

### Singoli
- Who's That Boy? 8 giugno 2005
- Poco Loco, 28 settembre 2005
- Fiesta (Japanese title, Mexican hero), 12 luglio 2006

### Album
- Fiesta (Carlito album), 2006
  1. Go Go Carlito (Who's That Boy?)
  2. Taco Boy
  3. Poco Loco
  4. Casa De Carlito
  5. El Camino
  6. Adios Amigo
  7. Ialarma Caramba!
  8. I Like It
  9. Vacaciones
  10. My Salsa
  11. Manana
  12. Fiesta Night
- World Wild, 2007
  1. Russkij Pusskij
  2. Sukiyaki Teriyaki
  3. Be My Pharaoh
  4. Americo
  5. Africa
  6. All Around The World
  7. Bolero
  8. Jamaica
  9. Crazy Carlito
  10. Final Call
  11. Holiday
  12. Backpack Girl
  13. Samba De Janeiro
  14. Home Sweet Home